# Yoshiaki Ōshima
Yoshiaki Ōshima (大島良明, Ōshima Yoshiaki), né en 1952, est un astronome amateur japonais. D'après le Centre des planètes mineures, il a découvert 61 astéroïdes entre 1987 et 1989.
L'astéroïde (5592) Oshima porte son nom.

## Astéroïdes découverts
| (3843) OISCA        | 28 février 1987   |
| (4157) Izu          | 11 décembre 1988  |
| (4261) Gekko        | 28 janvier 1989   |
| (4293) Masumi       | 1er novembre 1989 |
| (4383) Suruga       | 1er décembre 1989 |
| (4403) Kuniharu     | 2 mars 1987       |
| (4715) Médésicaste  | 9 octobre 1989    |
| (4840) Otaynang     | 23 octobre 1989   |
| (5123) Cyne         | 28 janvier 1989   |
| (5206) Kodomonomori | 7 mars 1988       |
| (5258) Rhéo         | 1er janvier 1989  |
| (5282) Yamatotakeru | 2 novembre 1988   |
| (5353) Baillié      | 20 décembre 1989  |
| (5397) Vojislava    | 14 novembre 1988  |
| (5730) Yonosuke     | 13 octobre 1988   |
| (5740) Toutoumi     | 29 novembre 1989  |
| (5810) 1988 EN      | 10 mars 1988      |
| (6903) 1989 XM      | 2 décembre 1989   |
| (7284) 1989 VW      | 4 novembre 1989   |
| (7569) 1989 BK      | 28 janvier 1989   |
| (7753) 1988 XB      | 5 décembre 1988   |
| (8008) 1988 TQ4     | 10 octobre 1988   |
| (8157) 1988 XG2     | 15 décembre 1988  |
| (8349) 1988 DH1     | 19 février 1988   |
| (9174) 1989 WC3     | 27 novembre 1989  |
| (9314) 1988 DJ1     | 19 février 1988   |
| (9320) 1988 VN3     | 11 novembre 1988  |
| (9940) 1988 VM3     | 11 novembre 1988  |
| (10065) Greglisk    | 3 décembre 1988   |
| (10299) 1988 VS3    | 13 novembre 1988  |
| (10751) 1989 UV1    | 29 octobre 1989   |
| (11034) 1988 TG     | 9 octobre 1988    |
| (11035) 1988 VQ3    | 12 novembre 1988  |
| (11862) 1988 XB2    | 7 décembre 1988   |
| (12251) 1988 TO1    | 9 octobre 1988    |
| (12693) 1989 EZ     | 9 mars 1989       |
| (13934) Kannami     | 11 décembre 1988  |
| (14843) Tanna       | 12 novembre 1988  |
| (14860) 1989 WD3    | 27 novembre 1989  |
| (15243) 1989 TU1    | 9 octobre 1989    |
| (16426) 1988 EC     | 7 mars 1988       |
| (16434) 1988 VO3    | 11 novembre 1988  |
| (16436) 1988 XL     | 3 décembre 1988   |
| (16458) 1989 WZ2    | 21 novembre 1989  |
| (17426) 1989 CS1    | 5 février 1989    |
| (18346) 1989 WG     | 20 novembre 1989  |
| (19134) 1988 TQ1    | 15 octobre 1988   |
| (21018) 1988 VV1    | 2 novembre 1988   |
| (21021) 1988 XL2    | 7 décembre 1988   |
| (21034) 1989 WB3    | 25 novembre 1989  |
| (26099) 1989 WH     | 20 novembre 1989  |
| (27715) 1989 CR1    | 5 février 1989    |
| (27721) 1989 WJ     | 20 novembre 1989  |
| (30794) 1988 TR1    | 15 octobre 1988   |
| (32785) 1989 CU1    | 10 février 1989   |
| (32795) 1989 WA3    | 21 novembre 1989  |
| (35074) 1989 UF1    | 25 octobre 1989   |
| (37569) 1989 UG     | 23 octobre 1989   |
| (37570) 1989 UD1    | 25 octobre 1989   |
| (37571) 1989 UE1    | 25 octobre 1989   |
| (69274) 1989 UZ1    | 29 octobre 1989   |